# Jackson Porozo
Pour les articles homonymes, voir Porozo.
Jackson Porozo, né le 4 août 2000 dans le canton de San Lorenzo en Équateur, est un footballeur international équatorien qui évolue au poste de défenseur central au Club Tijuana, en prêt de l'ESTAC Troyes

## Biographie

### En club
Passé par les équipes de jeunes de l'Independiente del Valle et du Manta FC en Équateur, il rejoint le 9 juillet 2018 le club brésilien du Santos FC.
En fin d'année 2020, il rejoint le club portugais de Boavista. Il joue son premier match en première division portugaise le 16 janvier 2021, lors d'un déplacement à Tondela (défaite 3-1). Il inscrit son premier but dans ce championnat le 13 février 2021, lors d'un déplacement à Porto (score : 2-2).
Le 23 mai 2022, l'ES Troyes AC annonce avoir trouvé un accord avec le Boavista FC pour le transfert de Jackson Porozo,. Un mois plus tard, le 24 juin, Porozo s'engage officiellement avec l'ESTAC. Il signe un contrat courant jusqu'en juin 2027.
Le 3 août 2023, Jackson Porozo est prêté pour une saison en Grèce, à l'Olympiakós. Peu utilisé à l'Olympiakós, Porozo est rappelé de son prêt lors du mercato hivernal, puis de nouveau prêté le 2 février 2024, cette fois en Turquie, au Kasımpaşa SK, jusqu'à la fin de la saison.
En janvier 2025, Jackson Porozo prend la direction du Mexique, étant prêté par Troyes au Club Tijuana pour un an.

### En sélection
Avec les moins de 17 ans, il participe au championnat sud-américain des moins de 17 ans en début d'année 2017. Lors de cette compétition, il joue huit matchs. Il s'illustre en inscrivant un but contre l'Uruguay, puis en délivrant une passe décisive contre le Paraguay.
Par la suite, avec les moins de 20 ans, il participe au championnat sud-américain des moins de 20 ans en début d'année 2019. Lors de cette compétition, il joue tous les matchs en tant que titulaire, et dans leur intégralité. L'Équateur remporte le tournoi en enregistrant un total de six victoires. Porozo figure même dans l'équipe type de la compétition. Il dispute ensuite quelques mois plus tard la Coupe du monde des moins de 20 ans organisée en Pologne. Lors du mondial junior, il joue six matchs. Les joueurs équatoriens se classent troisième du mondial en battant l'Italie lors de la "petite finale".
Le 22 mars 2019, il figure pour la première fois sur le banc des remplaçants de l'équipe nationale A, sans entrer en jeu, lors d'un match amical contre les États-Unis (défaite 1-0). Il figure de nouveau sur le banc sans entrer en jeu cinq jours plus tard contre le Honduras (0-0).
Le 11 septembre 2019, il honore finalement sa première sélection avec l'Équateur, lors d'une rencontre amicale face à la Bolivie. Il entre en fin de match à la place de Félix Torres Caicedo et le Pérou l'emporte sur le score de 3-0.
Le 14 novembre 2022, il est sélectionné par Gustavo Alfaro pour participer à la Coupe du monde 2022.

## Statistiques

### En sélection nationale
| Saison                | Sélection             | Phases finales        | Phases finales | Phases finales | Phases finales | Éliminatoires CDM | Éliminatoires CDM | Éliminatoires CDM | Matchs amicaux | Matchs amicaux | Matchs amicaux | Total | Total | Total |
| Saison                | Sélection             | Compétition           | M              | B              | Pd             | M                 | B                 | Pd                | M              | B              | Pd             | M     | B     | Pd    |
| --------------------- | --------------------- | --------------------- | -------------- | -------------- | -------------- | ----------------- | ----------------- | ----------------- | -------------- | -------------- | -------------- | ----- | ----- | ----- |
| 2018-2019             | Équateur              | Copa América 2019     | -              | -              | -              | -                 | -                 | -                 | 0              | 0              | 0              | 0     | 0     | 0     |
| 2019-2020             | Équateur              | -                     | -              | -              | -              | -                 | -                 | -                 | 1              | 0              | 0              | 1     | 0     | 0     |
| 2020-2021             | Équateur              | Copa América 2021     | -              | -              | -              | -                 | -                 | -                 | 1              | 0              | 0              | 1     | 0     | 0     |
| 2021-2022             | Équateur              | -                     | -              | -              | -              | 0                 | 0                 | 0                 | 1              | 0              | 0              | 1     | 0     | 0     |
| 2022-2023             | Équateur              | Coupe du monde 2022   | 2              | 0              | 0              | -                 | -                 | -                 | 2              | 0              | 0              | 4     | 0     | 0     |
| 2023-2024             | Équateur              | Copa América 2024     | 0              | 0              | 0              | -                 | -                 | -                 | 1              | 0              | 0              | 1     | 0     | 0     |
| 2024-2025             | Équateur              | -                     | -              | -              | -              | 0                 | 0                 | 0                 | -              | -              | -              | 0     | 0     | 0     |
| Total sur la carrière | Total sur la carrière | Total sur la carrière | 2              | 0              | 0              | 0                 | 0                 | 0                 | 6              | 0              | 0              | 8     | 0     | 0     |

## Palmarès
- Troisième de la Coupe du monde des moins de 20 ans en 2019 avec l'équipe d'Équateur des moins de 20 ans
- Vainqueur du championnat de la CONMEBOL des moins de 20 ans en 2019 avec l'équipe d'Équateur des moins de 20 ans